# Данте (Јужна Дакота)
Данте (енгл. Dante) град је у америчкој савезној држави Јужна Дакота.

## Демографија
По попису из 2010. године број становника је 84, што је 2 (2,4%) становника више него 2000. године.
| Група             | 2000.      | 2010.      |
| Белци             | 71 (86,6%) | 69 (82,1%) |
| Афроамериканци    | 0 (0,0%)   | 0 (0,0%)   |
| Азијати           | 0 (0,0%)   | 2 (2,4%)   |
| Хиспаноамериканци | 2 (2,4%)   | 0 (0,0%)   |
| Укупно            | 82         | 84         |